# François Vilamitjana
François Antoine Vilamitjana (* 3. August 1846 in Pau; † 1928) war ein französischer Segler.

## Erfolge
François Vilamitjana nahm an den Olympischen Spielen 1900 in Paris teil, wo er in drei Wettbewerben antrat. In der gemeinsamen Wettfahrt kam er nicht ins Ziel, während er in der Bootsklasse 1 bis 2 Tonnen in zwei Wettfahrten in Meulan-en-Yvelines jeweils das Podium erreichte. Dabei war er wie in der gemeinsamen Wettfahrt beide Male Skipper der Yacht Martha, deren Crew aus Auguste Albert, Albert Duval und Charles Hugo bestand.